# Anna Teut
Anna Teut (* 11. November 1926 in Frestedt; † 23. Februar 2018 in Berlin) war eine deutsche Journalistin, Publizistin und Architekturhistorikerin.

## Leben
Anna Teut wuchs auf einem Bauernhof in Dithmarschen auf. Nach einem Studium der Theologie, Philosophie, Literatur und Kunstgeschichte in Mainz, Göttingen und Kiel wurde sie 1952 Volontärin der in Hamburg erscheinenden evangelischen Wochenschrift Deutsches Allgemeines Sonntagsblatt. Später folgte sie dem Chefredakteur Hans Zehrer zur Tageszeitung Die Welt; zunächst nach Hamburg, anschließend leitete sie von 1956 bis 1960 die Berliner Feuilleton-Redaktion. 
Danach arbeitete sie als freie Autorin für verschiedene Tageszeitungen und Fachzeitschriften auf den Gebieten Architektur, Städtebau, Design und Kunst. 1981 gründete Teut mit Ulrich Conrads, Norbert Miller, Werner Oechslin und Bernhard Schneider die Architekturzeitschrift Daidalos – Berlin Architectural Journal.
Neben ihrer schriftstellerischen Arbeit erschien in der Reihe Bauwelt-Fundamente das Buch Architektur im Dritten Reich, in welchem sie sich als Erste mit den Folgen der NS-Herrschaft auf dem Gebiet der Architektur beschäftigte. Sie war Mitbegründerin des Internationalen Designzentrums (IDZ) in Berlin, kuratierte und organisierte Ausstellungen wie Essen in der Arbeitswelt (1971), die Wanderausstellung Wohnen in der Bundesrepublik (mit Ulrich Conrads und Hans Paul Bahrdt). Als Mitglied im Planungsbeirat des damaligen Bausenators Rolf Schwedler  setzte sie sich u. a. für den Erhalt des Krankenhauses Bethanien ein. 1995 war sie Mitbegründerin und 2. Vorsitzende der Max-Liebermann-Gesellschaft; sie schrieb einige Bücher über Max Liebermann und trug maßgeblich zur Entstehung des Museums Liebermann-Villa am Wannsee bei. Dieses Museum wurde 2006, nach zähen kulturpolitischen Kämpfen, in eben dieser Villa eröffnet. Mit einigen Mitstreitern gründete sie den Freundeskreis Schloss Freienwalde, ein kleines preußisches königliches Anwesen im Oderbruch, das Walter Rathenau 1909 erworben und zu seinem Refugium gemacht hatte. Sie setzte sich für die Sanierung der Anlage ein, ebenso für die Sanierung des Familiengrabes des (AEG)-Gründers Emil Rathenau auf dem Waldfriedhof Oberschöneweide. Zuletzt kuratierte und organisierte sie ab 2008 die Wanderausstellung David Gilly. Preußischer Landbaumeister. Leben, Werk, Wirken.
Im Zeitraum 1983–1984 war sie die erste weibliche Vorsitzende des Deutschen Werkbundes.
Sie war mit dem aus Jugoslawien stammenden Architekten und Hochschullehrer Georgije Nedeljkov verheiratet; die gemeinsame Tochter Nina Nedelykov wurde ebenfalls Architektin.
Zu Teuts Freunden zählten unter anderem Arieh Sharon und der israelische Architekt Al Mansfeld (1912–2004), Miterbauer des Israel-Museums in Jerusalem.
Anna Teut ruht auf dem Dorotheenstädtischen Friedhof in Berlin-Mitte.

## Veröffentlichungen und Herausgeberin (Auswahl)
- Architektur im Dritten Reich, 1933–1945, Bauwelt-Fundamente, Ullstein-Verlag Berlin, 1967.
- Die Gruppenpraxis. Planungsgrundlagen für Bau, Einrichtung und Betrieb von ambulanten ärztlichen Versorgungseinrichtungen. Mit Georgij Nedelykov, Bertelsmann Fachverlag, Düsseldorf, 1973, ISBN 3-570-08809-X.
- Architekten heute: Portrait Georg Heinrichs. Quadriga-Verlag, Berlin, 1984, ISBN 978-3-7913-1784-7.
- Max Liebermann: Gartenparadies am Wannsee, Prestel-Verlag München und New York, 1998.[4]
- Al Mansfeld: Architekt in Israel. An architect in Israel, Verlag Ernst, Wilhelm & Sohn, 1998, ISBN 3-433-02875-3.
- Max Liebermann : das erste Skizzenbuch, mit  Sigrid Achenbach, Transit-Verlag Berlin, 2000, ISBN 978-3-88747-157-6
- Bürgerlich Königlich: Walther Rathenau und Freienwalde, Transit-Verlag Berlin, 2007. ISBN 978-3-88747-174-3
- David Gilly. Erneuerer der Baukultur: Wissenschaftliche Beiträge, Autorin und Hg. mit Eduard Führ, Walmann, 2008.
- David Gilly. Preußischer Landbaumeister. Leben, Werk, Wirken, Ausstellung und Katalog, 2008.